# Tour de France 2015/7. Etappe
Die 7. Etappe der Tour de France 2015 fand am 10. Juli 2015 statt und führte von Livarot über 190,5 Kilometer nach Fougères. Es gab eine Bergwertung der 4. Kategorie nach 12,5 Kilometern (Côte de Canapville) und einen Zwischensprint nach 65,5 Kilometern in Argentan. Die siebte Etappe zählte als Flachetappe. Es gingen 186 Fahrer an den Start.

## Rennverlauf
Nach dem Sturz von Tony Martin am Vortag trat er nicht mehr zur 7. Etappe an. Gemäß dem Reglement wurde es nicht neu vergeben. Aus diesem Grund gab es auf der Etappe keinen Träger des Gelben Trikots.
Zunächst lagen fünf Fahrer vorn: Kristijan Đurasek (Lampre-Merida), Luis Ángel Maté (Cofidis), Anthony Delaplace, Brice Feillu (beide Bretagne-Séché Environnement) und der Träger des Gepunkteten Trikots, Daniel Teklehaimanot (MTN-Qhubeka). Er errang den einzigen auf der Etappe zu vergebenden Bergpunkt. Am Zwischensprint hatten die fünf Fahrer zweieinhalb Minuten Vorsprung auf das Hauptfeld. Den Sprint gewann Maté, im Hauptfeld war John Degenkolb der Erste.
Im Feld verrichteten hauptsächlich die Mannschaften Lotto-Soudal um André Greipel und Etixx-Quick Step um Mark Cavendish die Tempoarbeit, die auch Wirkung zeigte. Der Vorsprung der Fluchtgruppe ging kontinuierlich zurück. 50 Kilometer vor dem Ziel lag er bei etwa 45 Sekunden. Sieben Kilometer vor dem Ende war das Feld wieder zusammen gefahren. Den Sprint gewann Cavendish vor Greipel, Peter Sagan, Degenkolb und Alexander Kristoff.
An diesem Tag wurde bekannt, dass der italienische Fahrer Luca Paolini nach der vierten Etappe positiv auf Kokain getestet worden war. Er wurde daraufhin von seinem Team Katusha umgehend nach dem Bekanntwerden im Anschluss an die siebte Etappe aus dem Rennen genommen.

## Punktewertungen
| Zwischensprint in Argentan nach 65,5 km auf 158 m |                        |                            |         |
| 1.                                                | Spanien                | Luis Ángel Maté (COF)      | 20 Pkt. |
| 2.                                                | Frankreich             | Brice Feillu (BSE)         | 17 Pkt. |
| 3.                                                | Frankreich             | Anthony Delaplace (BSE)    | 15 Pkt. |
| 4.                                                | Kroatien               | Kristijan Đurasek (LAM)    | 13 Pkt. |
| 5.                                                | Eritrea                | Daniel Teklehaimanot (MTN) | 11 Pkt. |
| 6.                                                | Deutschland            | John Degenkolb (TGA)       | 10 Pkt. |
| 7.                                                | Slowakei               | Peter Sagan (TCS)          | 9 Pkt.  |
| 8.                                                | Deutschland            | André Greipel (LTS)        | 8 Pkt.  |
| 9.                                                | Vereinigtes Konigreich | Mark Cavendish (EQS)       | 7 Pkt.  |
| 10.                                               | Australien             | Mark Renshaw (EQS)         | 6 Pkt.  |
| 11.                                               | Frankreich             | Bryan Coquard (EUC)        | 5 Pkt.  |
| 12.                                               | Niederlande            | Ramon Sinkeldam (TGA)      | 4 Pkt.  |
| 13.                                               | Niederlande            | Roy Curvers (TGA)          | 3 Pkt.  |
| 14.                                               | Deutschland            | Marcel Sieberg (LTS)       | 2 Pkt.  |
| 15.                                               | Belgien                | Jens Debusschere (LTS)     | 1 Pkt.  |

| Etappenziel in Fougères nach 190,5 km auf 86 m |                        |                                   |         |
| 1.                                             | Vereinigtes Konigreich | Mark Cavendish (EQS)              | 50 Pkt. |
| 2.                                             | Deutschland            | André Greipel (LTS)               | 30 Pkt. |
| 3.                                             | Slowakei               | Peter Sagan (TCS)                 | 20 Pkt. |
| 4.                                             | Deutschland            | John Degenkolb (TGA)              | 18 Pkt. |
| 5.                                             | Norwegen               | Alexander Kristoff (KAT)          | 16 Pkt. |
| 6.                                             | Frankreich             | Arnaud Démare (FDJ)               | 14 Pkt. |
| 7.                                             | Vereinigte Staaten     | Tyler Farrar (MTN)                | 12 Pkt. |
| 8.                                             | Sudafrika              | Reinardt Janse van Rensburg (MTN) | 10 Pkt. |
| 9.                                             | Italien                | Davide Cimolai (LAM)              | 8 Pkt.  |
| 10.                                            | Irland                 | Sam Bennett (BOA)                 | 7 Pkt.  |
| 11.                                            | Litauen                | Ramūnas Navardauskas (TCG)        | 6 Pkt.  |
| 12.                                            | Frankreich             | Bryan Coquard (EUC)               | 5 Pkt.  |
| 13.                                            | Frankreich             | Florian Vachon (BSE)              | 4 Pkt.  |
| 14.                                            | Italien                | Jacopo Guarnieri (KAT)            | 3 Pkt.  |
| 15.                                            | Frankreich             | Geoffrey Soupe (COF)              | 2 Pkt.  |

## Aufgaben
- Greg Henderson (LTS): nicht zur Etappe angetreten (Rippenbrüche)
- Tony Martin (EQS): nicht zur Etappe angetreten (Sturzfolgen der 6. Etappe)[2]